# Mompati Thuma
Mompati Thuma (ur. 5 kwietnia 1980 w Francistown) – piłkarz botswański grający na pozycji prawego lub środkowego obrońcy.

## Kariera klubowa
Swoją karierę piłkarską Thuma rozpoczął w klubie Mogoditshane Fighters. Zadebiutował w nim w 2004 roku w pierwszej lidze botswańskiej. W latach 2000, 2001 i 2003 wywalczył trzy mistrzostwa Botswany. Z zespołem Fighters zdobył też Puchar Niepodległości Botswany (2000) i Puchar Botswany (2000, 2003). W 2007 roku Thuma odszedł do klubu Botswana Defence Force XI FC. Grał w nim do końca swojej kariery, czyli do 2015 roku.

## Kariera reprezentacyjna
W reprezentacji Botswany Thuma zadebiutował 30 września 2004 roku w wygranym 1:0 towarzyskim meczu z Zambią. W 2012 roku był w kadrze Botswany na Puchar Narodów Afryki 2012. Od 2004 do 2013 wystąpił w kadrze narodowej 82 razy i strzelił 1 gola.